# 寡毛菊
寡毛菊（学名：Oligochaeta minima）是菊科寡毛菊属的植物。分布在俄罗斯以及中国大陆的新疆等地，一般生于丘间低地、沙地、丘陵及山脚平原，目前尚未由人工引种栽培。